# Carlo Maggiorani
Carlo Maggiorani (Campagnano di Roma, 7 dicembre 1800 – Roma, 13 agosto 1885) è stato un medico e politico italiano.

## Biografia

### Infanzia
Carlo Maggiorani nacque a Campagnano di Roma il 7 dicembre 1800 da Tiberio e Maria Gabrielli, in una famiglia di modesti agricoltori. A soli due anni rimase orfano del padre e fu condotto a Roma presso gli zii, all'epoca domestici del dottor Dario Fedele Angelucci, amico di vecchia data e successivamente sposo della madre di Carlo. La figura di Angelucci influenzerà profondamente gli interessi scientifici e politici del giovane Maggiorani.

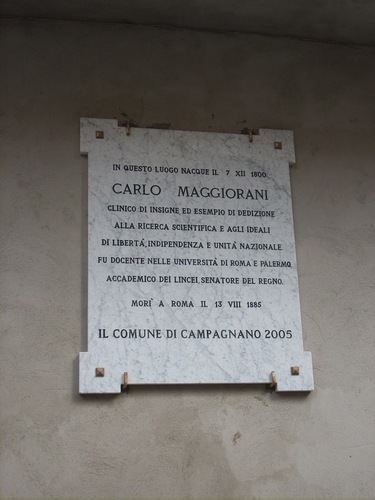
Targa in onore di Carlo Maggiorani nella sua casa natale in Campagnano di Roma

### Gli anni della formazione
Dopo aver frequentato il Collegio Romano che gli consentì di avere un'adeguata preparazione scientifica e umanistica, egli si iscrisse alla facoltà di Medicina dell'Università di Roma La Sapienza. I risultati furono così lusinghieri che il 13 luglio 1819, a soli diciotto anni e mezzo, conseguì la laurea "ad praemium" e il 18 luglio 1820 ricevette l'abilitazione a esercitare la professione. L'attrazione per l'ambito umanistico portò però il Maggiorani a dedicare i primi tre anni successivi alla laurea a degli studi archeologici, ispirati alle teorie del Neoclassicismo, che culminarono con una spedizione inglese nei centri della Magna Grecia. L'attività archeologica fu interrotta in seguito a difficoltà familiari legate al cattivo stato di salute di Dario Angelucci.

### Medico e docente universitario
Nel 1824, dopo essere rientrato a Roma e aver superato il relativo concorso, Maggiorani venne assunto come medico assistente presso l'ospedale di San Giovanni. Il suo nome è legato a una medicina innovativa e alla promozione di una moderna sanità pubblica; fin dall'inizio infatti ebbe la determinazione e il coraggio di proporsi come innovatore, prendendo le distanze dall'allora diffusa pratica tra i medici del metodo Brown, propria anche dell'Angelucci. Decise di aderire invece alle nuove teorie di René Laennec riguardanti l'uso dello stetoscopio, che da Parigi erano state condotte a Roma dal suo allievo inglese Dr. John Home Peebles, con il quale Maggiorani era in relazione.
Con questa evoluzione di metodo compiva lentamente i primi passi a Roma la moderna medicina scientifica e Maggiorani, rispettoso della tradizione e aperto al progresso, ne fu uno dei più attivi pionieri. Il 16 settembre 1825, lo stesso partecipò al concorso per la nomina di medico-assistente nell'ospedale del Santo Spirito, ma con sua grande meraviglia e disappunto, non risultò tra i vincitori. Convinto di essere vittima di un'intollerabile ingiustizia e rischiando possibili ritorsioni future, stigmatizzò pubblicamente l'accaduto dalle pagine del Giornale Arcadico con l'articolo "Sopra alcuni giudizi medici", in cui rivendicava la validità delle sue risposte ed evidenziava l'impreparazione della commissione esaminatrice e l'inadeguatezza dei loro metodi di valutazione. Dopo una breve parentesi presso il piccolo ospedale di Santa Maria della Consolazione, nel 1829 poté finalmente entrare al S. Spirito, circondato però da un alone di scetticismo da parte dell'ambiente medico a causa delle sue tecniche innovative. Parallelamente all'attività ospedaliera intraprese anche quella di medico curante a domicilio assorbendo gran parte della clientela che era stata dell'Angelucci.
Degna di nota è la sincera amicizia che il Maggiorani intraprese con il poeta Giuseppe Gioacchino Belli, con il quale condivise un sentimento di stima reciproca; a far da tramite fra i due fu Jacopo Ferretti, personaggio molto noto a Roma per i suoi molteplici interessi culturali.

Proprio lo stesso Belli scriveva di lui:
(Giuseppe Gioacchino Belli)
L'occasione decisiva per la carriera del giovane medico si presentò quando, con gli editti del 26 dicembre 1831 e del 24 marzo 1832, fu bandito un concorso per la nomina presso l'Università di Roma La Sapienza di professore soprannumerario, con l'incarico cioè di supplire i titolari delle cattedre e col diritto a succedere al primo docente che avesse lasciato l'insegnamento. Dopo essere risultato vincitore, il nuovo professore iniziò a frequentare la casa di Jacopo Ferretti dove conobbe Elena Costa, donna appartenente ad una famiglia molto facoltosa della borghesia romana. Estremamente attratto dalla ragazza, Maggiorani decise di sposarla il 18 ottobre 1833 presso la Basilica di Santa Maria Maggiore. Dal matrimonio nacquero dieci figli: otto maschi e due femmine.
Il 1844 fu un anno molto positivo per la carriera del Maggiorani, in quanto egli riuscì ad ottenere un posto all'interno del Collegio medico-chirurgico con il favore, tra i tanti, di Papa Gregorio XVI. L'appartenenza al Collegio rappresentava certamente un traguardo prestigioso, perché esso, oltre a fornire le commissioni per gli esami relativi ai vari livelli dei corsi di laurea, era l'assemblea preposta a trattare, dal punto di vista operativo, tutte le più importanti questioni di carattere igienico-sanitario dello Stato Pontificio.
Nel settembre dello stesso anno, a seguito del benestare del cardinal Camerlengo Tommaso Riario Sforza, assunse la cattedra di Medicina politico-legale, insegnamento istituito alla Sapienza nel 1824. Parallelamente, come medico curante vedeva crescere a dismisura la sua reputazione che lo condusse a diventare il medico di fiducia dell'ambasciata francese.
Quando Maggiorani nella primavera del 1846 fu convocato, insieme ai colleghi Pietro Carpi e Francesco Bucci, per un consulto al capezzale del Papa Gregorio XVI, coronava il riconoscimento ai massimi livelli della sua affermazione professionale.
Nel 1850 egli venne nominato membro dell'Accademia pontificia dei Nuovi Lincei e il 20 novembre dello stesso anno venne incaricato di pronunciare nell'aula magna dell'università l'orazione latina di inaugurazione del nuovo anno accademico.

### Principali contributi scientifici

#### Magnetismo ed elettrochimica
Maggiorani si interessò per gran parte della sua vita a studiare gli effetti esercitati dalle correnti elettrodinamiche sulla materia organica. Numerosi furono gli studi sulle conseguenze che esse provocavano sull'organismo umano: in particolar modo le interazioni con il sistema nervoso, con molecole biologiche quali l'albumina e con processi vitali come l'embriogenesi. Degno di nota è lo scritto "Influenza del magnetismo sull'uovo fecondato nel corso della incubazione" nel quale, grazie alla collaborazione di G. Maggini, si riuscirono ad evidenziare gli effetti frenanti ed a volte letali dello stesso sul fenomeno biologico. Il testo venne successivamente tradotto anche in lingua tedesca dal medico B. Kraus.

#### Fisiopatologia
Non di minore importanza furono le ricerche del Maggiorani nell'ambito della fisiopatologia. Il fulcro delle ricerche riguardava studi sul sistema cardio-respiratorio e sul sistema nervoso con annesse patologie. Questi ultimi si ricollegarono ai paralleli studi sul magnetismo, poiché egli ipotizzava effetti terapeutici da parte delle vibrazioni molecolari dei metalli sulle patologie riguardanti la conduzione dell'impulso nervoso. Altri orizzonti di studio riguardarono le febbri perniciose causate dalla malaria, le quali all'epoca flagellavano l'Agro Romano, e le funzioni della milza in cui egli tentava di conciliare le contrastanti teorie del tempo che circolavano sull'argomento.

#### Medicina legale e altri studi
Maggiorani si impegnò nella pubblicazione di testi riguardanti la branca della Medicina Legale, di cui egli stesso era professore all'università della Sapienza, trattando anche approfondimenti sull'organizzazione della polizia sanitaria. Alla medicina forense si ricollegano gli studi compiuti sull'analisi dei cadaveri e sulle tecniche di mummificazione compiuti nel cimitero di Ferentillo.
Un'altra parte dei suoi scritti riguarda il settore antropologico, a cui il Maggiorani si interessò particolarmente andando ad analizzare le differenze fisionomiche tra diverse popolazioni, ad esempio paragonando l'antica stirpe romana con quella etrusca, o le caratteristiche antropologiche dei siciliani e dei cinesi.

### Carriera e Politica
La mancanza di una specifica documentazione non permette di ricostruire l'evoluzione del pensiero politico del Maggiorani. Inizialmente si avvicinò agli ambienti liberali, accogliendo con grande soddisfazione lo scoppio della guerra contro l'Austria nel marzo 1848. Subito dopo dimostrò il suo impegno civile diventando presidente del Circolo Medico Romano, fondato nel maggio dello stesso anno. Nel gennaio del 1849 venne eletto membro della Commissione Medico Chirurgica della Repubblica romana, finalizzata a individuare i mezzi più efficaci per migliorare l'istruzione di medici e chirurghi.
Nonostante ciò rimase sempre fedele al governo pontificio, tanto che alla caduta della Repubblica ebbe ancora altri incarichi come quello di medico visitatore della Dogana e quello di membro della commissione preposta alla difesa sanitaria dello Stato.
Successivamente Maggiorani iniziò a frequentare il Comitato Nazionale Italiano con assiduità, fiducioso, sia in relazione al problema dell'indipendenza che dell'unità nazionale, nelle concrete possibilità di successo dell'iniziativa piemontese gestita da Cavour. Non essendo uomo d'azione, egli ebbe come ruolo a lui particolarmente congeniale, e rispondente ad uno dei compiti fondamentali del Comitato, la diffusione delle idee liberali e nazionali tra i giovani dell'università.
Nel 1860, si rifiutò pubblicamente di firmare un indirizzo che affermava l'origine divina del potere temporale e la sua intangibilità; intanto per le sue numerose assenze alle lezioni, cominciò a essere sostituito dal giovane medico Guido Baccelli, con cui non ebbe mai un rapporto idilliaco. La risposta del governo pontificio alle scelte politiche del Maggiorani si concretizzò con la sua destituzione dall'università e dal Collegio Medico nell'agosto 1863. Un mese dopo, riuscì ad ottenere il passaporto per Napoli motivandolo con esigenze di salute, a condizione di non tornare più nello Stato Pontificio. Si trattava della condizione meno clamorosa di condanna all'esilio. A Napoli gli venne offerta da parte del Ministro della pubblica istruzione Michele Amari la cattedra di Clinica medica all'università di Palermo. Dopo una prima esitazione, Maggiorani accettò l'incarico e si trasferì in Sicilia. La moglie ed il resto della famiglia lo raggiungeranno entro il gennaio successivo e vivranno a Palermo sino al settembre 1870, quando potranno finalmente tornare a Roma.
A Palermo Maggiorani intuì subito la complessità di articolazioni e contrasti interni dell'isola, chiusa nei suoi particolarismi guidati dalla patologia criminale della mafia. Egli tentò di capire la vera natura dei siciliani e la trovò nell'ethnos. L'elemento razziale emerge prepotentemente nella sua visione. L'isola gli appare abitata da uomini che sembrano il frutto di una sedimentazione millenaria di razze diverse.

Diceva infatti lo stesso Maggiorani a proposito del popolo siciliano:
Nel frattempo egli propose la fondazione del periodico "Gazzetta clinica dello Spedale civico di Palermo", impegnandosi anche a stimolare l'aggiornamento clinico-terapeutico degli altri docenti mediante la loro convocazione bimestrale in conferenze a tema.
Il 16 settembre 1870, quando mancavano soltanto quattro giorni all'apertura della Breccia di Porta Pia, Maggiorani volle ricordare al Ministro della pubblica istruzione "la brama" che aveva di tornare a Roma, città che dovette lasciare per un atto che egli stesso definì "di despotismo e senza alcuna legalità".
Subito dopo la Presa di Roma, fu chiamato a far parte della giunta provvisoria di governo che il 7 ottobre partì per Firenze per presentare a Vittorio Emanuele II i risultati del plebiscito romano. Fu quindi reintegrato nei suoi ruoli universitari, assumendo una delle due cattedre di Clinica Medica all'università della Sapienza al fianco di Guido Baccelli e fu inoltre nominato preside della nuova facoltà di Medicina e Chirurgia. Il 22 dicembre 1872 fu nominato membro straordinario del Consiglio superiore della pubblica istruzione, di cui sarebbe diventato membro ordinario nel 1874.

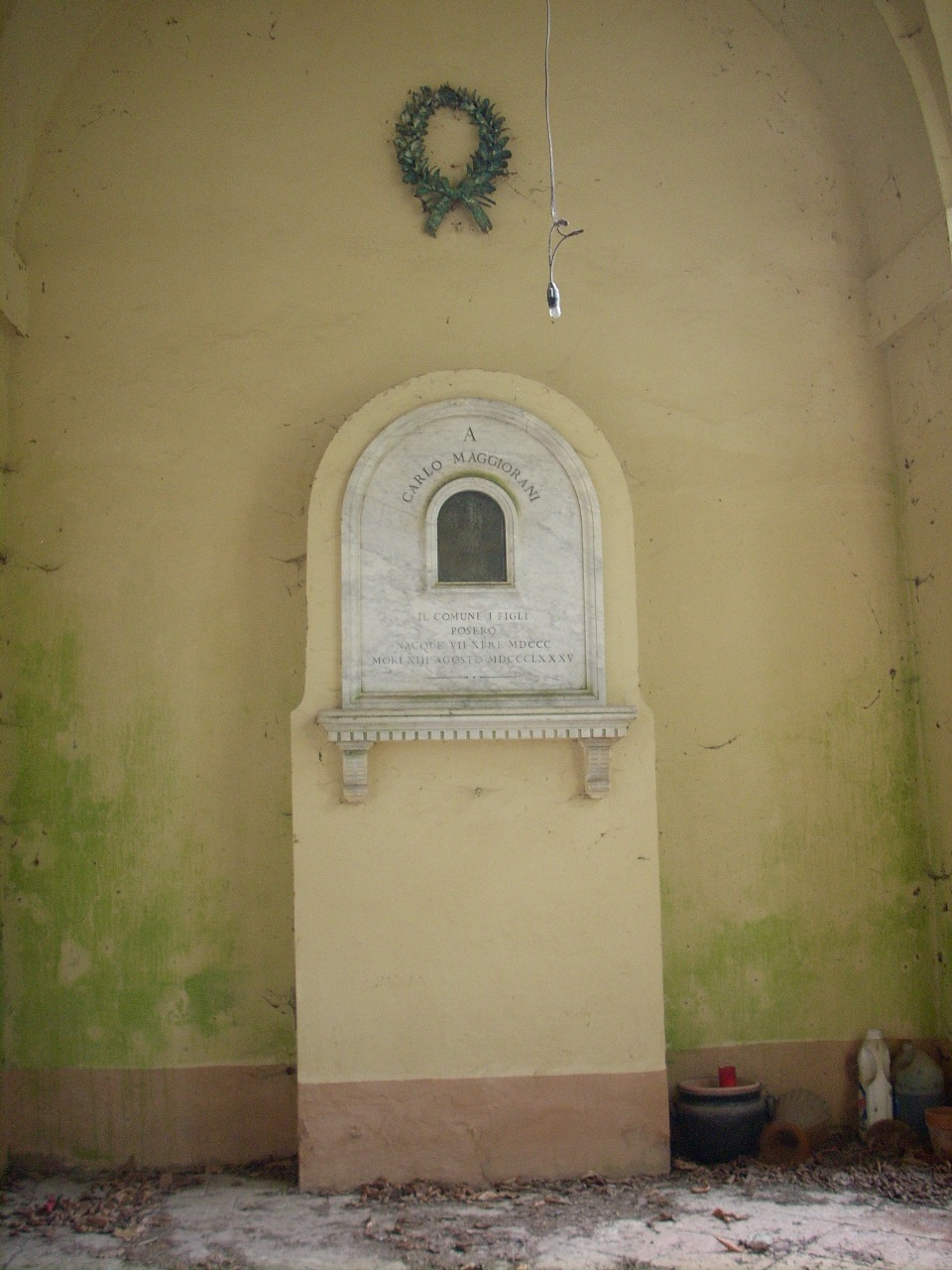
L'urna cineraria di Carlo Maggiorani in Campagnano di Roma

Nel 1875 divenne presidente dell'Accademia di Medicina, all'interno della quale spesso si era distinto per la passione e la personalità con cui divulgava i risultati delle sue ricerche.
L'ultima parte della sua vita lo vide allontanarsi gradualmente dall'ambiente universitario, per avvicinarsi sempre di più a quello politico, tanto che nel 1870 fu eletto consigliere comunale, per essere successivamente nominato senatore del Regno d'Italia nel 1871. Maggiorani interpretò il suo ruolo in Senato come quello di una vigile sentinella, sempre pronto a richiamare l'attenzione dell'assemblea sulla questione sanitaria e ad offrire ai colleghi i lumi delle proprie conoscenze.
Parallelamente il Maggiorani proseguì un'intensa attività di ricerca accompagnata da numerose pubblicazioni che caratterizzarono la fase finale della sua vita, conclusasi a Roma il 13 agosto 1885.

## Scritti principali
- Sopra alcune modificazioni dell'albumina per opera del ferro, e sulle correnti elettro-dinamiche che si suscitano fra queste due sostanze. Osservazioni, In Giornale Arcadico di scienze, lettere ed arti, 1840, vol. 82, pp. 36–57
- Storia di febbri perniciose e cenni sulle medesime, Ibid., Roma 1843, vol. 94, pp. 122–166; 1844, voll. 97, pp. 3–26, e 98, pp. 28–58
- Influenza del magnetismo sull'uovo fecondato nel corso della incubazione, In "Lo Spallanzani", VII [1879], pp. 433–442